# Cradle of Filth
Cradle of Filth britanski je sastav ekstremnog metala osnovan 1991. u Suffolku. Glazbeni stil grupe razvio se iz black metala u čišći spoj gothic metala, simfonijskog metala i ostalih metal-žanrova. Teme tekstova pjesama i imidž uvelike su nadahnuti gotičkom književnošću, poezijom, mitologijom i filmovima strave. Skupinu čine osnivač i pjevač Dani Filth, bubnjar Martin Marthus Škaroupka, basist Daniel Firth, gitaristi Richard Shaw i Marek 'Ashok' Šmerda te klavijaturistica Anabelle Iratni.
Sastav je raznim postupcima privukao pozornost javnosti. Zato su glazbeni mediji poput časopisa Kerrang! i MTV-ja počeli izvještavati o njemu, a grupa je počela održavati koncerte na glavnim pozornicama većih festivala kao što su Ozzfest, Download i Sziget Festival. Komentatori su ga često smatrali sotonističkim iako rijetko aludira na sotonizam u stihovima pjesama; koristi se sotonističkim imidžem više kako bi šokirao, a ne zbog ozbiljne vjeroispovijesti.

## Povijest

### Rane godine (1991. – 1996.)
U prve tri godine postojanja Cradle of Filth objavio je tri demouratka (Invoking the Unclean, Orgiastic Pleasures Foul i Total Fucking Darkness), koji su snimljeni usred čestih promjena u postavi koje su se nastavile do danas; u cijeloj povijesti sastava sviralo je više od dvadeset glazbenika. Album Goetia snimljen je prije treće demosnimke i trebao ga je objaviti Tombstone Records, ali sve su skladbe izbrisane nakon što je Tombstone otišao u stečaj, a grupa nije imala dovoljno novca da bi otkupila skladbe iz studija. Sastav je naposljetku potpisao ugovor s diskografskom kućom Cacophonous Records, a njegov je debitantski album, The Principle of Evil Made Flesh, bilo prvo glazbeno izdanje koje je taj izdavač objavio 1994. Iako je zvuk na albumu bio kvalitetnije obrađen od onog na demosnimkama, album je u usporedbi s naknadnim uradcima i dalje bio nerazvijen, a pjevač Dani Filth služio se vokalnim stilom različitim od stila na idućim djelima. Međutim, album je dobio pozitivne kritike i 2006. se pojavio na Metal Hammerovu popisu deset najboljih black metal-albuma objavljenih u proteklih dvadeset godina.
Odnos s izdavačem ubrzo se pokvario i sastav ga je optužio da loše upravlja ugovornim i financijskim obvezama. Godine 1995. pokrenut je pravni postupak protiv tog izdavača, a izvorna je inačica drugog albuma, Dusk... and Her Embracea, koji je za Cacophonous snimila postava koja se pojavila na Principleu..., na kraju odbačena. Taj je uradak skupina naknadno preradila s novim članovima za Music For Nations (vidi dolje), a izvorna je Cacophonousova inačica naposljetku objavljena u srpnju 2016. pod imenom Dusk... and Her Embrace: The Original Sin.
Sastav je 1996. potpisao ugovor s Music for Nationsom nakon što je s Cacophonousom objavio još jedan ugovorom obavezan uradak: EP V Empire or Dark Faerytales in Phallustein; taj je EP žurno skladan jer je skupina željela što prije napustiti izdavača, što su njezini članovi poslije i potvrdili. Nekoliko se pjesama s tog uratka i dalje izvodi na koncertima grupe, a pjesma "Queen of Winter, Throned" 2006. se pojavila na popisu dvadeset i pet "najvažnijih himni ekstremnog metala" časopisa Kerrang!. Na EP-u je pjevačica Sarah Jezebel Deva prvi put surađivala sa sastavom i zamijenila je Andreu Meyer, njegovu prvu pjevačicu i samozvanu "sotonističku savjetnicu". Deva se pojavila na svim naknadnim Cradleovim uradcima i turnejama do albuma Darkly, Darkly, Venus Aversa iz 2010., ali nikad nije bila njegova punopravna članica jer je nastupala i s The Kovenantom, Therionom i Mortiisom te se bavila i vlastitim projektom Angtoria s bivšim Cradleovim basistom, Daveom Pybusom.

### Razdoblje s Music for Nationsom (1996. – 2001.)
Prerađeni i ponovno snimljeni Dusk... and Her Embrace objavljen je 1996.; dobio je pohvale kritičara i skupini je priskrbio veći broj obožavatelja diljem Europe i ostatka svijeta.
Skupina je privlačila pozornost sve teatralnijim nastupima na europskoj turneji 1997. i objavom kontroverzne robe poput ozloglašene majice koja je s prednje strane prikazivala časnu sestru koja se samozadovoljava, a na stražnjoj se strani nalazio natpis "Jesus is a cunt" ("Isus je pička"). Majica je zabranjena na Novom Zelandu, nekoliko je obožavatelja moralo doći na sud i platiti kaznu zbog nošenja majice u javnosti, a i neki su članovi same skupine bili kritizirani nakon što su u Vatikanu nosili slične majice s natpisom "I Love Satan" ("Volim Sotonu"). Alex Mosson, gradonačelnik Glasgowa od 1999. do 2003., nazvao je majice (te implicitno i sastav) "bolesnima i uvredljivima". Grupi se taj komentar svidio, pa ga je citirala na stražnjoj strani DVD-a Peace Through Superior Firepower iz 2005.
Dani je 1998. počeo pisati dugogodišnju kolumnu "Dani's Inferno" za časopis Metal Hammer, a sastav se pojavio u BBC-jevoj dokumentarnoj seriji Living with the Enemy (u kojoj je majka obožavatelja skupine morala provesti tjedan dana s njom iako joj se nije sviđala). Grupa je iste godine objavila treći studijski album Cruelty and the Beast. Konceptualni je uradak utemeljen na legendi o "Krvavoj grofici" Elizabeti Báthory, a određene je tekstove na njemu u ulozi Grofice recitirala gošća Ingrid Pitt, glumica koja je glumila Groficu u filmu Countess Dracula iz 1971. Bio je to prvi album Cradle of Filtha objavljen u Sjedinjenim Državama i Dani je 2003. izjavio da se od svih uradaka skupine najviše ponosi njime iako nije bio zadovoljan kvalitetom zvuka.
Iduću je godinu skupina uglavnom provela na turneji, ali je i objavila prvi glazbeni spot (za pjesmu "From the Cradle to Enslave"), koji se pojavio na njezinu prvom DVD-u, PanDaemonAeonu, a zatim i EP From the Cradle to Enslave. Glazbeni je spot, prepun golotinje i nasilja, režirao Alex Chandon, koji je poslije režirao i nekoliko promotivnih videozapisa i dokumentarnih filmova skupine na DVD-u, kao i film Cradle of Fear.
Grupa je objavila četvrti studijski album u jesen 2000. Midian je utemeljen na romanu Cabal Clivea Barkera i njegovoj naknadnoj filmskoj adaptaciji Noćna vrsta. Kao što je bio slučaj s Cruelty and the Beastom, na Midianu se pojavio gostujući recitator, ovog puta Doug Bradley, koji je glumio u Noćnoj vrsti, ali je najpoznatiji po ulozi Pinheada u filmskom serijalu Gospodari pakla. Bradleyjev citat "Oh, no tears please" ("Oh, bez suza, molim") iz skladbe "Her Ghost in the Fog" zapravo je Pinheadov citat iz prvog filma Gospodara pakla ("No tears, please. It's a waste of good suffering..." ["Bez suza, molim. To je traćenje dobre patnje..."]). Bradley se naknadno pojavio i na albumima Nymphetamine, Thornography i Godspeed on the Devil's Thunder. Spot "Her Ghost in the Fog" često se prikazivao na programu MTV2 i ostalim metal-programima te je ta pjesma uvrštena u glazbu za film o vukodlacima, Ginger Snaps (poslije će se pojaviti i u videoigri Brütal Legend).

### Sonyjev interludij (2001. – 2004.)
Tijekom dotad najduljeg razdoblja između objava studijskih albuma skupina se bavila mnogim stvarima. Abracadaver, vlastita kuća sastava, objavila je uradak Bitter Suites to Succubi na kojem se nalaze četiri nove pjesme, ponovno snimljene tri pjesme s The Principle of Evil Made Flesha, dvije instrumentalne skladbe i obrada pjesme "No Time to Cry" The Sisters of Mercyja. Stilski je nalik Midianu i sve do objave albuma Cryptoriana - The Seductiveness of Decay bio je jedini uradak u diskografiji Cradle of Filtha na kojem su se pojavili isti članovi kao i na prethodnom uratku. U to su vrijeme još objavljeni album najvećih hitova Lovecraft & Witch Hearts i koncertni album Live Bait for the Dead. Naposljetku se sastav (uglavnom Dani) pojavio u filmu strave Cradle of Fear dok je sa Sony Musicom pregovarao o prvom ugovoru s većim izdavačem.
Damnation and a Day objavljen je 2003.; Sony je velikim budžetom pomogao skupini da ostvari svoje ambicije i omogućio joj da u studio dovede pravi orkestar (osamdeseteročlani Budapest Film Orchestra and Choir, koji je zamijenio sve sofisticiranije sintesajzere prethodnih albuma) i tako za samo jedan uradak označio prijelaz sastava u simfonijski metal. Na tom se uratku nalaze neke od najsloženijih skladbi grupe do danas, dulji je od svojih prethodnika za dvadeset minuta, a za dvije njegove pjesme objavljena su dva glazbena spota: "Mannequin", nadahnutu radom Jana Švankmajera, i "Babalon A.D. (So Glad for the Madness)", utemljenu na filmu Salo ili 120 dana Sodome Piera Paola Pasolinija. Otprilike polovica albuma prati konceptualni scenarij Izgubljenog raja Johna Miltona prikazujući događaje čovjekova pada iz Luciferove perspektive, dok ostatak čine ostale samostalne skladbe poput "Doberman Pharaoh", koja je posvećena skupini Nile, i "Babalon A. D.", koja aludira na Aleistera Crowleyja. "Babalon A. D." jest prema Guinnessovoj knjizi rekorda britanskih hit singlova i albuma prvi singl objavljen samo na DVD-u koji se pojavio u top 40 skladbi na britanskim ljestvicama. Smatrajući da se Sony prestao zanimati za nj, Cradle of Filth potpisao je ugovor s Roadrunner Recordsom nakon jedva godinu dana.

### Prijelaz na Roadrunner (2004. – 2010.)
Nymphetamine (objavljen 2004.) prvi je studijski album Cradle of Filtha od The Principle of Evil Made Flesha koji nije utemeljen na nekom većem konceptu (iako se u pjesmama više puta aludira na radove H. P. Lovecrafta). Basist Dave Pybus opisao ga je "eklektičnom mješavinom albuma Damnation i Cruelty [koji je snimila] grupa s obnovljenom jedrinom za melodiju, skladanje pjesama i čistu jebenu čudnovatost." Nymphetamine se pojavio na 89. mjestu ljestvice Billboard 200 jer je u prvom tjednu objave prodan u nešto manje od 14 000 primjeraka, a naslovna je pjesma bila nominirana za nagradu Grammy. Na pjesmu "Coffin Fodder" s albuma aludiralo se u veljači 2006. u epizodi humoristične serije The IT Crowd programa Channel 4.
Thornography, sedmi studijski album, objavljen je u listopadu 2006. Dani Filth izjavio je da naslov albuma "prikazuje čovjekovu opsjednutost grijehom i samim sobom... ovisnost koja vodi do samokažnjavanja ili nečega jednako otrovnog... manije." O glazbenom je stilu tog albuma za časopis Revolver izjavio: "Ne kažem da je 'eksperimentalan', ali zasigurno provjeravamo što sve možemo učiniti... Mnoge su pjesme vrlo ritmične i podsjećaju na thrash metal, ali su i vrlo zarazne." Izvorna je naslovnica Samuela Araye izazvala kontroverze, pa je odbačena i zamijenjena u svibnju 2006. iako se na kraju ipak pojavila na već otisnutim knjižicama albuma na CD-u. Thornography je poput Nymphetaminea dobio uglavnom pozitivne kritike, ali je obrada pjesme "Temptation" skupine Heaven 17, koja je objavljena kao digitalni singl s popratnim spotom prije objave samog albuma i na kojoj je pjevala i gostujuća pjevačica Dirty Harry, začudila određene recenzente. Thornography se pojavio na 66. mjestu Billboardove ljestvice zbog prodanih 13 000 primjeraka u prvom tjednu.
Dugogodišnji bubnjar Adrian Erlandsson napustio je sastav u studenome 2006. kako bi se posvetio dvama sporednim projektima, Needleyeu i Nemhainu. U službenom Roadrunnerovom priopćenju za tisak Erlandsson je izjavio: "Uživao sam s Cradleom, ali sada je vrijeme da krenem dalje. Čini mi se kao da odlazim na samom vrhuncu jer je Thornography definitivno naš najbolji album do sada". Zamijenio ga je Martin Škaroupka.
Skupina je početkom 2008., nakon europske i sjevernoameričke turneje s predgrupom GWAR, počela raditi na osmom studijskom albumu, Godspeed on the Devil's Thunderu, a objavila ga je u listopadu te godine. Godspeed je konceptualni album utemeljen na legendi o Gillesu de Raisu, francuskom plemiću iz 15. stoljeća koji se borio uz bok Ivane Orleanske i nagomilao veliko bogatstvo prije nego što je postao sotonist, seksualni prijestupnik i ubojica. Časopisu Kerrang! album se više svidio od "relativno slabog" Thornographyja i nazvao ga je "veličanstvenim i epskim". Metal Hammer izjavio je da odiše "pravom kvalitetnom naracijom i emocijama", a Terrorizer ga je nazvao "kohezivnim, dosljednim i uvjerljivim". U prvom je tjednu prodano 11 000 primjeraka albuma, zbog čega se pojavio na 48. mjestu ljestvice Billboard 200.

### Peaceville Records (2010. – 2014.)
Cradle of Filth prestao je surađivati s Roadrunnerom u travnju 2010. i najavio je da će njegov idući album objaviti britanska nezavisna diskografska kuća Peaceville Records i Abracadaver. Dani Filth komentirao je da je sastav sklopio ugovor s nezavisnim izdavačem zbog "umjetničkih ograničenja i bezumnih zabrana većeg izdavača". U ranim je priopćenjima za tisak album nosio ime All Hallows Eve, ali do kolovoza 2010. potvrđeno je da će se zvati Darkly, Darkly, Venus Aversa. Objavljen je 1. studenog 2010. i, kao što je bio slučaj s prethodnim uratkom, konceptualni je album; ovog se puta usredotočuje na Lilit, ženskog demona i prvu ženu biblijskog Adama, a pritom aludira i na grčku, egipatsku i sumersku mitologiju, templare te karmelićanke. Izdavač je izjavio da je album "mračna tapiserija strave, ludosti i uvrnutog seksa", a Dani Filth komentirao je da je glazbeni stil "jeziv i melodičan poput Mercyful Fatea ili mračnog Iron Maidena". Dom Lawson iz časopisa Metal Hammer smatrao je da je u pitanju "još jedna raskošna i spektakularna erupcija gotičke melodrame, perverznog zvučnog smeća i potpune bombastičnosti ekstremnog metala" te da zvuči kao "dio serijala romana."
EP pod imenom Evermore Darkly, koji sadrži "nove i rijetke skladbe", objavljen je u listopadu 2011. Također sadrži i DVD s dokumentarnim filmom o turneji, DVD snimljenog nastupa na festivalu Graspop 2011. te glazbeni spot za skladbu "Lilith Immaculate".
U travnju 2012. objavljena je kompilacija Midnight in the Labyrinth, na kojoj se nalaze ponovo snimljene orkestralne inačice pjesama s prvih triju albuma skupine i EP-a V Empire. Dani Filth nekoliko je mjeseci prije objave za nju izjavio da "ponovno stvara" skladbe i pretvara ih u "pravu filmsku glazbu... sa zborom, gudačima i nešto recitiranja". Inačica skladbe "Summer Dying Fast" s tog uratka pojavila se i na Evermore Darklyju, na kojem je ta kompilacija i najavljena (na popisu pjesama Evermore Darklyja uz tu pjesmu piše "Midnight in the Labyrinth breadcrumb trail", odnosno "Put s mrvicama kruha do Midnight in the Labyrintha"), a nova inačica pjesme "A Gothic Romance (Red Roses for the Devil's Whore)" objavljena je 4. travnja 2012. na Peacevilleovim web-stranicama. Sarah Jezebel Deva vratila se sastavu kako bi pjevala na Midnight in the Labyrinthu; bio je to njezin prvi rad s grupom od njezina odlaska 2008.
U srpnju 2012. The End Records ponovno je objavio radove grupe objavljene između 1994. i 2002.
Deseti studijski album skupine, The Manticore and Other Horrors, objavljen je 29. listopada 2012. u Europi i dan poslije u Sjevernoj Americi. Paul Allender u intervjuu s Ultimate Guitarom izjavio je: "Posljednja stvar koju bismo željeli napraviti jest napraviti još jedan album koji zvuči poput prethodnih dvaju. Odlučili smo promijeniti smjer i vratiti se onome što smo znali činiti sa ženskim vokalima; sve te snažne melodijske dionice i harmonije... ponovo sam napisao mnogo rifova koji podsjećaju na punk. [Album] je vrlo mračan i žestok."
Na svojem je blogu 2. rujna 2013. Dani Filth najavio skupno financirani strip Cradle of Filtha pod imenom "The Curse of Venus Aversa" i još neimenovanu kompilaciju najboljih hitova "na dvama CD-ovima [objavljenih tijekom] cijele karijere".
U ožujku 2014. Cradle of Filth najavio je prvu komercijalnu objavu demouratka Total Fucking Darkness iz 1993. Uradak je u svibnju te godine na CD-u i ograničenoj gramofonskoj inačici objavio nezavisni izdavač Mordgrimm. Sadrži sve skladbe s izvorne kasete, prethodno neobjavljene snimke probi i jedinu preostalu pjesmu s napuštenog albuma Goetia.

### Nuclear Blast Records (2014. – danas)
U travnju 2014. Paul Allender izjavio je na svojoj službenoj stranici na Facebooku da je ponovo napustio Cradle of Filth kako bi se posvetio svojem novom sastavu, White Empressu. O njegovom je odlasku Dani Filth izjavio: "Paula je očarao njegov projekt i nije mogao odlaziti na turneje zbog privatnih razloga. Otada je sastav sazrio kao skupina, na prethodnim smo dvama uradcima skladali s jednim gitaristom, a sad imamo dva vrlo sposobna gitarista. Paul je iznimno želio [samostalno skladati gitarističke dionice], a mi smo skupina u kojoj sviraju dvije gitare. Možda je to jedna od stvari koja je dovela do nesuglasica." James McIlroy također je napustio grupu u to vrijeme radi nadolazeće operacije kralježnice. Marek "Ashok" Šmerda iz čeških skupina Root i Inner Fear te Richard Shaw iz engleskih sastava Emperor Chung i NG26 zamijenili su obojicu gitarista na idućim turnejama.
Na službenim je internetskim stranicama Cradle of Filtha 2. travnja 2014. objavljeno da sastav radi na nasljedniku The Manticore and Other Horrorsa. Dani Filth izjavio je da bi album trebao biti objavljen u proljeće 2015. i da su tri skladbe već napisane.
Na službenoj je stranici Cradle of Filtha na Facebooku 11. studenoga 2014. objavljeno da je skupina za objavu novog albuma potpisala ugovor s Nuclear Blast Recordsom i da će početi snimati nasljednika The Manticore and Other Horrorsa u drugom dijelu tog mjeseca. Početkom 2015. objavljeno je da će se album zvati Hammer of the Witches (nadahnut traktatom Heinricha Kramera iz 1486. o progonu vještica). Uradak je snimljen u studiju Grindstone Studios u Suffolku i izvorno je trebao biti objavljen 26. lipnja 2015. Sastav je 21. i 22. ožujka snimao glazbeni spot za skladbu "Right Wing of the Garden Triptych"; snimanje se odvijalo u hangaru i vatrogasnoj stanici bivše američke vojne baze u Bentwatersu, a dodatne su narativne scene (u kojima su se pojavile glumice u bondageu) snimljene na farmi nedaleko od muzeja Imperial War Museum Duxford. Spot je režirao Sam Scott-Hunter.
Dana 21. travnja 2015. izjavljeno je da će uradak biti objavljen u srpnju, a skupina je otkrila naslovnicu za Hammer of the Witches koju je izradio latvijski postmodernistički umjetnik Arthur Berzinsh. Nuclear Blast službeno je objavio uradak 10. srpnja 2015. Na naknadnoj je svjetskoj turneji koja je počela krajem 2015. skupina održala više koncerata u Ujedinjenom Kraljevstvu nego u prethodnih osam godina, a početkom 2016. održala je nekoliko nastupa u Sjevernoj Americi.
Dana 16. lipnja 2017. otkriveno je da će se idući album zvati Cryptoriana – The Seductiveness of Decay i da će ga Nuclear Blast Records objaviti 22. rujna 2017.
Skupina je na društvenim mrežama 10. veljače 2020. izjavila da ju je napustila klavijaturistica i pjevačica zbog problema s mentalnim zdravljem, ali i da bi sastavu omogućila daljnji napredak. U istoj je objavi potvrđeno da je njezino mjesto u skupini već dodijeljeno novoj osobi, no identitet te osobe nije odmah objavljen. U svibnju 2021. potvrđeno je da je Anabelle Iratni nova klavijaturistica.
Dana 3. veljače 2021. Cradle of Filth najavio je da će novi studijski album, Existence Is Futile, biti objavljen 22. listopada 2021. Glazbeni spot za singl "Crawling King Chaos" objavljen je 30. srpnja 2021.

## Glazbeni stil i utjecaji
O glazbenom žanru Cradle of Filtha često se raspravljalo, a o njegovu statusu black metal-sastava razglabalo se otkad je postao poznat. Skupina je izjavila da su na nju, između ostalog, utjecali izvođači prvog vala black metala poput Bathoryja, Celtic Frosta i Mercyful Fatea, ali je Dani Filth u intervjuu za BBC Radio 5 iz 1998. izjavio: "Služim se izrazom 'heavy metal' a ne 'black metal' jer mislim da je danas to samo privremena moda. Zovite to kako god želite: death metalom, black metalom, bilo kojom vrstom metala...". U intervjuu s časopisom Terrorizer iz 2006. Gavin Baddeley izjavio je: "Danas malo ljudi, kao i sama grupa, smatraju da Cradle black metalu." Bivši je gitarist Paul Allender, također u intervjuu s Terrorizerom 2006., izjavio: "Nikad nismo bili black metal-sastav. Jedina stvar koja bi mogla upućivati na to da jesmo bila je šminka. Čak i kad je The Principle of Evil Made Flesh objavljen – pogledajte Emperor, Burzum i slične – uopće nismo zvučali poput njih. Smatram da smo bili i da i dalje jesmo grupa ekstremnoga metala."
Za glazbeni stil skupine tvrdi se da pripada simfonijskom metalu, simfonijskom black metalu, gothic metalu, "gothic black metalu" i "dark metalu". Međutim, zbog stalnih ga se promjena u glazbenom stilu i dalje teško kategorizira. Sudjelovao je na projektima kao što je album Born Again Anti-Christian Christian Deatha (na pjesmi "Peek-a-Boo"), a jednom je prigodom pjesme poput "Twisting Further Nails", "Pervert's Church" i "Forgive Me Father (I'm in a Trance)" remiksao i prilagodio ih danceu.
Dana 9. travnja 2001. na BBC-jevom je glazbenom kvizu Never Mind the Buzzcocks Filth u šali glazbeni stil skupine nazvao "žestokim funkom", a u intervjuu održanom u listopadu 2006. izjavio je: "Radije bismo htjeli biti poznati kao 'Cradle of Filth' nego da nas ometaju glupe žanrovske odrednice."

## Članovi sastava
- Dani Filth – vokali (1991. – danas)
- Martin 'Marthus' Škaroupka – bubnjevi, studijske klavijature, orkestracija (2006. – danas)
- Daniel Firth – bas-gitara (2012. – danas)
- Richard Shaw – gitara (2014. – danas)
- Marek 'Ashok' Šmerda – gitara (2014. – danas)
- Anabelle Iratni – klavijature, orkestracija, lira, vokali (2020. – danas)

## Diskografija
Studijski albumi
- The Principle of Evil Made Flesh (1994.)
- Dusk and Her Embrace (1996.)
- Cruelty and the Beast (1998.)
- Midian (2000.)
- Damnation and a Day (2003.)
- Nymphetamine (2004.)
- Thornography (2006.)
- Godspeed on the Devil's Thunder (2008.)
- Darkly, Darkly, Venus Aversa (2010.)
- The Manticore and Other Horrors (2012.)
- Hammer of the Witches (2015.)
- Cryptoriana – The Seductiveness of Decay (2017.)
- Existence Is Futile (2021.)
- The Screaming of the Valkyries (2025.)

## Vanjske poveznice

### Sestrinski projekti
|  | Zajednički poslužitelj ima još gradiva o temi Cradle of Filth |

### Mrežna mjesta
- Službene stranice sastava
- Cradle of Filth na Facebooku